# De Ridder (televisieserie)
De Ridder was een Vlaamse misdaadreeks die sinds 2013 door televisiezender Eén op zondagavond werd uitgezonden. De reeks speelt zich af in de rechtbank van Gent waar Helena De Ridder, gespeeld door Clara Cleymans, openbaar aanklager is. In het najaar van 2014 werd een tweede serie afleveringen uitgezonden, in het najaar van 2015 werd het derde seizoen uitgezonden. Vanaf seizoen 3 werd de reeks op dinsdagavond uitgezonden. Het vierde en laatste seizoen werd op donderdagavond uitgezonden. In Nederland werd de serie uitgezonden door AVROTROS.

## Productie
Scenarioschrijver Rik D'hiet, van onder meer Flikken, begon in het voorjaar van 2011 aan de misdaadreeks, waarvan elke aflevering over één dossier behandeld door de openbaar aanklager gaat. In de scenario's die later dat jaar werden uitgewerkt, staat de dagelijkse werking in de rechtbank centraal. Dat de hoofdrol door Clara Cleymans gespeeld zou worden, werd in april 2012 bekendgemaakt, een maand later dat De Ridder zich afspeelt in Gent.
De opnamen voor het eerste seizoen van de serie begonnen op 3 september 2012 en werden afgerond in maart 2013.
De VRT hoopte met De Ridder een langlopende serie te ontwikkelen als opvolger van Flikken en Witse. De stad Gent leverde zowel logistieke als financiële ondersteuning. Het parket van het Gentse gerecht liet zijn magistraten de scenaristen adviseren en de Gentse rechtbank stond toe dat het gerechtshof gebruikt werd voor de opnames.
In 2015 werd bekendgemaakt dat De Ridder zou stoppen na het vierde, ingekorte seizoen. In het najaar werd het derde seizoen uitgezonden op dinsdag. Vanaf 8 september 2016 werd elke donderdagavond om 21:15 uur het vierde seizoen uitgezonden. In dit seizoen draait het om de moorden op 6 prostitués van een luxebordeel.

## Muziek
De eindgeneriek Direction werd speciaal voor de reeks geschreven en gebracht door Selah Sue. Bart Ketelaere componeerde de originele score. Verder werd via Poppunt gezocht naar songs van Belgische bodem waaruit in seizoen 2 en 3 Our Common Future van Psy'Aviah ft. Kyoko Baertsoen vaak terugkwam in tal van afleveringen.

## Rolbezetting

### Hoofdrollen
| Acteur                   | Personage                | Seizoen | Seizoen | Seizoen | Seizoen |    |
| Acteur                   | Personage                | 1       | 2       | 3       | 4       |    |
| ------------------------ | ------------------------ | ------- | ------- | ------- | ------- | -- |
| Clara Cleymans           | Helena De Ridder         | 13      | 13      | 13      | 8       | 47 |
| Dahlia Pessemiers        | Zohra El Zarkaoui        | 13      | 13      | 13      | 8       | 47 |
| Michael Pas              | Yves Bracke              | 12      | 13      | 13      | 8       | 46 |
| Michael Vergauwen        | Manu Coppens             | 12      | 13      | 13      | 7       | 45 |
| Lynn Van Royen           | Cleo De Ridder           | 12      | 4       | 9       | 5       | 30 |
| Dirk Van Dijck           | Boudewijn Van der Zeypen | 12      | 7       | 10      |         | 29 |
| Lucas Van den Eynde      | Jan Ravenakkers          | 10      | 6       | 6       | 7       | 29 |
| Katelijne Damen          | Christine Bogaerts       | 13      | 7       | 1       |         | 21 |
| Louis Talpe              | Thomas De Kuyper         |         | 12      |         | 6       | 18 |
| Yannick De Coster        | Louis Stevens            |         | 2       | 13      |         | 15 |
| Charlotte Anne Bongaerts | Stefanie Delvaux         |         | 2       | 9       |         | 11 |
| Stefaan Degand           | Atil Abdurahmanovic      | 9       |         |         |         | 9  |
| Joris Van den Brande     | Pieter-Jan Aelbrecht     |         |         |         | 8       | 8  |

### Bijrollen
| Acteur                 | Personage                      | Seizoen | Seizoen | Seizoen | Seizoen | Totaal # afl. |
| Acteur                 | Personage                      | 1       | 2       | 3       | 4       | Totaal # afl. |
| ---------------------- | ------------------------------ | ------- | ------- | ------- | ------- | ------------- |
| Ivan Pecnik            | Tony Laeremans                 | 4       | 4       | 6       | 6       | 20            |
| Brecht Vermeersch      | Evert Lapauw                   |         |         | 5       | 8       | 13            |
| Vincenzo De Jonghe     | Bert Beeckman                  | 4       | 2       | 1       | 4       | 11            |
| Machteld Timmermans    | Voorzitter De Schutter         | 3       | 5       | 3       |         | 11            |
| Luc Van Duyse          | Voorzitter Van Eycken/ Rechter | 4       | 4       | 3       |         | 11            |
| Hilde Van Haesendonck  | Voorzitter Beyer               | 4       | 2       | 4       |         | 10            |
| Tanya Zabarylo         | Laura Moens                    | 2       | 1       | 4       | 2       | 9             |
| Sebastian Badarau      | Adam Horvat                    |         |         | 9       |         | 9             |
| Wouter Hendrickx       | Gust Martens                   |         |         | 8       |         | 8             |
| Ini Massez             | Isabelle Ryckewaert            |         |         |         | 8       | 8             |
| Paul Carpentier        | Stefaan Greys                  | 2       | 2       | 3       |         | 7             |
| Tom Van Landuyt        | Karel Decoster                 |         |         | 7       |         | 7             |
| Frederick Van Peer     | Peter Calle                    | 1       |         | 1       | 4       | 6             |
| Wouter Van Lierde      | Wetsdokter Van Meerbee(c)k     | 2       | 2       | 2       |         | 6             |
| Kim Hertogs            | Charlotte Mestdagh             |         | 6       |         |         | 6             |
| Pieter-Jan De Wyngaert | Tim Janssens                   |         |         | 6       |         | 6             |
| Vildan Maksuti         | Artan Malaj                    |         |         |         | 6       | 6             |
| Chris Van Asch         | Voorzitter Francine Delcroix   |         | 2       | 2       | 1       | 5             |
| Erik Goris             | Paul Vandenbon                 | 4       |         | 1       |         | 5             |
| Matthieu Sys           | Niels De Smedt                 |         |         |         | 5       | 5             |
| Brit Van Hoof          | Aleksandra Arbanas             |         |         | 5       |         | 5             |
| Ramize Maksuti         | Moeder Malaj                   |         |         |         | 5       | 5             |
| Kurt Vandendriessche   | Jonas De Boeck                 |         |         |         | 5       | 5             |
| Dieter Troubleyn       | Voorzitter Tom Janssen         | 1       | 2       | 1       |         | 4             |
| Zoë Thielemans         | Julie Kassel                   |         | 4       |         |         | 4             |
| Pieter Piron           | Olaf Smeets                    |         |         |         | 4       | 4             |
| Joren Seldeslachts     | Steffen Daens                  |         |         |         | 4       | 4             |
| Horst Mentzel          | Mirko Arbanas                  |         |         | 4       |         | 4             |
| Mathias Sercu          | Christophe Dujardin            |         |         |         | 4       | 4             |
| Johan Heldenbergh      | John Wouters                   | 3       |         |         |         | 3             |

## Afleveringen

### Seizoen 1
Het eerste seizoen werd opgenomen van september 2012 tot maart 2013.
| Nr. | Titel                    | Scenario                     | Regie           | Kijkcijfers BE | Uitzenddatum BE  |  |
| --- | ------------------------ | ---------------------------- | --------------- | -------------- | ---------------- |  |
| 1 | Een man van 53           | Rik D'Hiet                   | Tom Goris       | 1.418.308      | 13 oktober 2013  |  |
| Helena De Ridder is advocate bij Ravenakkers & Partners. Wanneer de bekende ex-voetballer Paul Vandenbon beschuldigd wordt van pedofilie, wordt Helena op de zaak gezet. Helena werpt zich op de zaak, maar de confrontatie met het vermeende slachtoffer brengt haar tot twijfelen. Gastacteurs: Charlotte De Bruyne (Evy), Gökhan Girginol (Youri Talloen), Erik Goris (Paul Vandenbon), Serge-Henri Valcke (Emiel Westenraedt), Tim Bosman (Brian De Vits), Els Trio (Ingrid Denys), Vincenzo De Jonghe (Bert Beeckman) |                          |                              |                 |                |                  |  |
| 2 | Een kind van 4           | Rik D'Hiet                   | Tom Goris       | 1.402.006      | 20 oktober 2013  |  |
| Helena gaat voor het parket werken. Daar onderzoekt ze de dood van een kleuter na een ongelukkige val van een trap. Helena laat zich al meteen opmerken wanneer ze op basis van een anonieme tip de begrafenis van het kind laat stilleggen en zo de ouders tegen zich in het harnas jaagt. Gastacteurs: Erik Goris (Paul Vandenbon), Dominique Collet (huisdokter Van Maele), Ludo Hoogmartens (Mathieu Helsen), Isabelle Van Hecke (Joke Helsen), Sofie Decleir (Karla), Nina Herbosch (Marieke Helsen), Charlotte De Wulf (Jana Helsen), Joke Sluydts (Cynthia Lammers), Vincenzo De Jonghe (Bert Beeckman) |                          |                              |                 |                |                  |  |
| 3 | Een gast van 19          | Rik D'Hiet                   | Tom Goris       | 1.283.176      | 27 oktober 2013  |  |
| Gastacteurs: Antje De Boeck (Martine Daems), Junes Lazaar (Malik Massoun), Dounia Mahammed (Somaya), Vincenzo De Jonghe (Bert Beeckman) |                          |                              |                 |                |                  |  |
| 4 | Een baby van 6 maanden   | Rik D'Hiet, Nele Meirhaeghe  | Tom Goris       | 1.236.815      | 3 november 2013  |  |
| Gastacteurs: Katrien De Ruysscher (Lisa Wens), Emmy Leemans (Anna Laporte), Erik Van Herreweghe (Jacques Dierickx), Maarten Ketels (Wim) |                          |                              |                 |                |                  |  |
| 5 | Een meisje van 8         | Rik D'Hiet , Ruth Mellaerts  | Lars Goeyvaerts | 1.008.474      | 10 november 2013 |  |
| Gastacteurs: Ianka Fleerackers (Maaike Bovenaerde), Hans Van Cauwenberghe (Thomas Bovenaerde), Aïssatou Diop (Josephine Muriel N'Fidoussa), Pierre Van Heddegem (Koen De Vedeleer), Chayenne Coucke (Parfaite Bovenaerde) |                          |                              |                 |                |                  |  |
| 6 | Een vrouw van 70         | Rik D'Hiet, Willem Wallyn    | Lars Goeyvaerts | 1.149.987      | 17 november 2013 |  |
| In een caravan worden vier vrouwen dood aangetroffen. Uit onderzoek blijken zij een CO-vergiftiging opgelopen te hebben. De vrouwen blijken deel uit te maken van een Oost-Europese groep vrouwen die voor een hongerloon toiletten langs de wegrestaurants van het bedrijf Lunchline dienen te poetsen. Met de hulp van de zus van een van de vermoorde vrouwen, komt het parket de chauffeur van de groep mensenhandelaars op het spoor. Er blijkt een hele kluwen van bedrijfjes en tussenpersonen aan de mensenhandel vast te hangen. Uiteindelijk wordt Lunchline toch voor de rechter gedaagd en worden er vergoedingen uitgekeerd aan de slachtoffers. Gastacteurs: Lut Tomsin, Kasper Vandenberghe, Martine Werbrouck en Eric Kerremans |                          |                              |                 |                |                  |  |
| 7 | Een gitarist van 38      |                              | Lars Goeyvaerts | 1.209.706      | 24 november 2013 |  |
| Gastacteurs: Tanya Zabarylo (Laura Moens), Viv Van Dingenen (Carol Devos), Roel Swanenberg (Steve Swarts), Dries Vanhegen (Pierre Van Steen) en Mathias Van Mieghem (Jimmy Volders) |                          |                              |                 |                |                  |  |
| 8 | Twee broers van 18 en 19 | Ruth Mellaerts               | Lars Goeyvaerts | 1.091.591      | 1 december 2013  |  |
| Gastacteurs: Jonas De Vuyst (Senna), Oscar Willems (Lucky), Wim Willaert (Fred Hesters), Frederick Van Peer (Peter Calle), Nuraili De Paepe (Elsie) en Jakob Beks (Alain) |                          |                              |                 |                |                  |  |
| 9 | Een moeder van 52        |                              | Lars Goeyvaerts | 1.250.104      | 8 december 2013  |  |
| Gastacteurs: Michel van Dousselaere (Procureur Generaal Herman De Laet), Tristan Versteven (Commissaris Luc De Man), Mieke De Groote (Minister Lieve Kruysmans), Jos Dom (Dokter Deloitte) en Marthe Schneider (Mia Kruysmans) |                          |                              |                 |                |                  |  |
| 10 | Een kind van 19          | Rik D'Hiet, Wouter Van Haver | Lars Goeyvaerts | 1.145.774      | 15 december 2013 |  |
| Gastacteurs: Vincenzo De Jonghe (Bert Beeckman), Hilde Van Haesendonck (Mevrouw de Voorzitter), Hélène De Vos (Liesje Van Britsom), Leslie de Gruyter (Noël Van Britsom) en Tim David (Yoren De Bondt) |                          |                              |                 |                |                  |  |
| 11 | Een moeder van 45        |                              | Lars Goeyvaerts | 1.048.421      | 22 december 2013 |  |
| Gastacteurs: Erik Goris (Paul Vandenbon), Tim Bosman (Brian De Vits), Patrick Vervueren (Frank Klein) en Tom De Hoog (Michiel Cops) |                          |                              |                 |                |                  |  |
| 12 | Een wees van 19          | Rik D'Hiet,Ruth Mellaerts    | Lars Goeyvaerts | 1.114.067      | 29 december 2013 |  |
| Gastacteurs: Serge-Henri Valcke (Emiel Westenraedt), Patrick Vervueren (Frank Klein), Tanya Zabarylo (Laura Moens), Boris Van Severen (Jonas Debels) en Frank Dierens (Willem Droeven) |                          |                              |                 |                |                  |  |
| 13 | Een topadvocaat van 55   | Rik D'Hiet                   | Lars Goeyvaerts | 1.164.280      | 5 januari 2014   |  |
| Gastacteurs: Serge-Henri Valcke (Emiel Westenraedt), Patrick Vervueren (Frank Klein) en Erik Goris (Paul Vandenbon) |                          |                              |                 |                |                  |  |

### Seizoen 2
| Nr. | Titel                     | Scenario                                               | Regie           | Kijkcijfers BE | Uitzenddatum BE   |  |
| --- | ------------------------- | ------------------------------------------------------ | --------------- | -------------- | ----------------- |  |
| 1 | Een havenarbeider van 48  | Rik D'hiet, Lies Van Grieken                           | Tom Goris       | 1.089.155      | 7 september 2014  |  |
| Tijdens een nachtelijke bommelding in een groot Gents havenbedrijf maakt Helena De Ridder kennis met Thomas De Kuyper, de jonge, charmante havenschepen van de stad. Het klikt meteen. Helena ontdekt echter dat het havenbedrijf illegaal radioactief afval versluist naar Italië. Wanneer ze de zaak tot op het bot wil onderzoeken, krijgt ze de indruk dat meneer de havenschepen haar probeert tegen te werken. Zelfs procureur Christine Bogaerts vindt dat ze te ver wil gaan.  |                           |                                                        |                 |                |                   |  |
| 2 | Twee kinderen van 8 en 11 | Carl Joos (scenario), Wouter van Haver (verhaal)       | Tom Goris       | 959.492        | 14 september 2014 |  |
| Het onderzoek naar het lek in de OT&C-zaak zorgt voor een sfeer van wantrouwen op het parket. Ondertussen heeft Helena de handen vol met het onderzoek naar een nachtelijke inbraak, waarbij twee Romakinderen op heterdaad werden betrapt. Gehinderd door taalbarrières en culturele verschillen probeert Helena de ouders op te sporen om verantwoordelijkheid op te nemen. Tegelijk probeert ze de opdrachtgevers van de inbraak op te sporen.                                      |                           |                                                        |                 |                |                   |  |
| 3 | Een collega van 29        | Ruth Mellaerts                                         | Tom Goris       | 1.038.043      | 21 september 2014 |  |
| Wanneer een jongeman sterft in de brouwerij waar hij werkte, onderzoekt Helena wat er is misgelopen op de avond van zijn dood. De jongeman blijkt het slachtoffer te zijn geweest van zware pesterijen op het werk. Intussen vindt Helena op haar bureau een brief waarin zowel schepen De Kuyper als haar eigen procureur in een slecht daglicht komen te staan. Zal ze zwijgen of zal ze Thomas en Christine erover aanspreken?                                                      |                           |                                                        |                 |                |                   |  |
| 4 | Een politieman van 47     | Ruth Mellaerts                                         | Tom Goris       | 1.146.171      | 28 september 2014 |  |
| Helena's goede relatie met de politie komt onder druk te staan wanneer ze een zaak op haar bord krijgt waarin agent Tony Laeremans verdacht wordt van machtsmisbruik en politiegeweld. Een uiterst delicaat dossier. Bovendien wordt het slachtoffer vertegenwoordigd door meester Ravenakkers, die de zaak vakkundig probeert op te pokken in de media. Ook op het parket heeft Helena het niet makkelijk nu Yves Bracke aangesteld is als vervanger van de zieke Christine Bogaerts. |                           |                                                        |                 |                |                   |  |
| 5 | Een homo van 32           | Carl Joos, Lies van Grieken                            | Tom Goris       | 1.025.541      | 5 oktober 2014    |  |
| In een Gentse buurt waar veel Turkse Belgen wonen, vindt voor de derde keer op rij een brutale homobashing plaats. De man van het slachtoffer is de voorzitter van een Gentse holebivereniging. Hij dreigt met een Roze Mars in de Turkse buurt. Helena ontdekt dat het niet zomaar om homobashing gaat, maar moet alle moeite doen om de gemoederen in de stad te bedaren. Ook in haar liefdesrelatie met schepen De Kuyper laait het vuur op…                                        |                           |                                                        |                 |                |                   |  |
| 6 | Een bestuurder van 21     | Rik D'hiet, Wouter van Haver                           | Tom Goris       | 1.148.347      | 12 oktober 2014   |  |
| Een jonge vrouw wordt 's nachts van haar fiets gereden en dood achtergelaten. Ze was echter zwaar dronken. Helena moet opboksen tegen de publieke opinie en het verdriet van de nabestaanden om te vermijden dat een jonge bestuurder onterecht publiekelijk aan de schandpaal wordt genageld… |                           |                                                        |                 |                |                   |  |
| 7 | Een advocate van 57       |                                                        | Lars Goeyvaerts | 1.117.889      | 19 oktober 2014   |  |
| De OT&C-zaak komt opnieuw voor. De identiteit van een zeeman die rechtstreeks kan getuigen over het dumpen van radioactief afval in zee is nog altijd niet geweten. Thomas kan Helena via zijn havenconnecties aan een naam helpen, maar weigert omdat hij zijn tipgever anonimiteit heeft beloofd. Intussen brengt de OT&C-zaak ook Christines positie als procureur aan het wankelen…                                                                                                |                           |                                                        |                 |                |                   |  |
| 8 | Een presentatrice van 36  | Wouter van Haver                                       | Lars Goeyvaerts | 1.064.366      | 26 oktober 2014   |  |
| Helena onderzoekt een klacht wegens stalking van een tv-presentatrice tegen de fotograaf van een sensatieblad. Ze komt lijnrecht tegenover Bracke te staan. De procureur ad-interim laat meteen merken dat er een nieuwe wind waait op het parket. Intussen verkeert Helena in de waan dat niets haar liefdesgeluk met Thomas nog in de weg kan staan… |                           |                                                        |                 |                |                   |  |
| 9 | Een meisje van 16         |                                                        | Lars Goeyvaerts | 1.047.520      | 2 november 2014   |  |
| Wanneer Thomas valselijk beschuldigd wordt van verkrachting, blijft Helena hem door dik en dun verdedigen. Intussen probeert ze zich te concentreren op haar werk. Een sadistische pyromaan heeft een kennel met levende honden in brand gestoken. Volgens de gerechtspsychiater is dit het werk van een koele psychopaat. De wereldbeelden van Helena en de radicale oude man komen zwaar in botsing…                                                                                 |                           |                                                        |                 |                |                   |  |
| 10 | Een vrouw van 84          | Wout Thielemans (scenario), Wouter van Haver (verhaal) | Lars Goeyvaerts | 989.073        | 9 november 2014   |  |
| Enkele verdachte kneuzingen bij een bejaarde vrouw lijken op een banaal ongeluk te wijzen. Helena seponeert de zaak, maar moet die echter al snel heropenen wanneer de vrouw in het ziekenhuis wordt opgenomen na een tweede 'ongeluk'. relatie tussen Helena en Thomas komt intussen zwaar onder druk te staan wanneer een video opduikt die bewijst dat Thomas misschien toch niet helemaal onschuldig is...                                                                         |                           |                                                        |                 |                |                   |  |
| 11 | Een koerier van 26        | Wouter van Haver                                       | Lars Goeyvaerts | 1.059.018      | 16 november 2014  |  |
| Een jonge pakjesbezorgster rijdt in een opwelling een opdringerige schuldeiser aan. De incassoman blijkt te werken voor een firma die kredieten verstrekt tegen woekerrenten en daarbij niet aarzelt om volop de achterpoortjes in de wet te misbruiken. Helena identificeert zich met de machteloze jonge vrouw en gaat steeds meer twijfelen aan het nut van haar eigen job op het parket...                                                                                         |                           |                                                        |                 |                |                   |  |
| 12 | Een draagmoeder van 21    |                                                        | Lars Goeyvaerts | 1.071.805      | 23 november 2014  |  |
| Cleo is terug van haar wereldreis. Helena gaat met frisse moed terug aan het werk, maar ze stelt vast dat Bracke al een vervangster heeft voorzien. Noodgedwongen helpt ze de streberige Stefanie met een netelige draagmoederzaak. Ondertussen gaat ze koppig de strijd weer aan met OT&C. Thomas De Kuyper stelt voor om de krachten opnieuw te bundelen... |                           |                                                        |                 |                |                   |  |
| 13 | Een topadvocaat van 56    |                                                        | Lars Goeyvaerts | 1.212.658      | 30 november 2014  |  |
| Het eindspel tegen OT&C is ingezet. Terwijl Helena zich voor het Hof van Beroep moet verantwoorden wegens het mishandelen en intimideren van een slachtoffer, zet ze samen met Thomas de strijd verder tegen OT&C. Langzaam tekenen de contouren van een complot zich af. Een van de hoofdspelers is Ravenakkers. Maar zelfs al begint het net zich langzaam rond hem te sluiten, hij houdt nog enkele sterke troeven achter de hand...                                                |                           |                                                        |                 |                |                   |  |

### Seizoen 3
| Nr. | Titel                               | Scenario                        | Regie                           | Kijkcijfers BE | Uitzenddatum BE  |  |
| --- | ----------------------------------- | ------------------------------- | ------------------------------- | -------------- | ---------------- |  |
| 1 | Een bankierster van 29              | Wout Thielemans                 | Tom Goris                       | 756.861        | 20 oktober 2015  |  |
| Emma Browne, een jonge bankierster, wordt dood aangetroffen in haar loft. Volgens de autopsie gaat het om een ongeluk, maar Helena is ervan overtuigd dat de vrouw vermoord werd. Gastacteurs: Pieter-Jan De Wynaert, Dieter Troubleyn, Wouter Van Lierde, Tom Van Landuyt, Wouter Hendrickx. |                                     |                                 |                                 |                |                  |  |
| 2 | Een vechtersbaas van 23             | Wouter van Haver                | Tom Goris                       | 802.510        | 27 oktober 2015  |  |
| Een treinbegeleider wordt het slachtoffer van blind geweld. Helena wordt op de zaak gezet maar begaat door privéproblemen een kapitale fout. Onderzoeksjournalist Gust Martens probeert zijn onschuld te bewijzen in de zaak Emma Browne. Gastacteurs: Pieter-Jan De Wynaert, Hilde Van haesendonck, Machteld Timmermans, Tom Van Landuyt, Wouter Hendrickx |                                     |                                 |                                 |                |                  |  |
| 3 | Een verkrachtingsslachtoffer van 23 | Mathias Claeys                  | Tom Goris                       | 719.707        | 3 november 2015  |  |
| Een jonge vrouw wordt na een avondje stappen verkracht en voor dood achtergelaten. Helena ontdekt gelijkenissen met recente gebeurtenissen in haar privéleven. In de zaak Emma Browne beschuldt Gust Martens bankier Karel Decoster. Gastacteurs: Yannick de Coster, Paul Carpentier, Wouter Van Lierde, Tom Van Landuyt, Wouter Hendrickx, Nina Van Rompaey, Sabedin Alii |                                     |                                 |                                 |                |                  |  |
| 4 | Een would-be-muzikant van 25        | Wout Thielemans                 | Tom Goris                       | 717.150        | 10 november 2015 |  |
| Gust Martens wil bewijzen dat de dood van een Kroatische prostituee en de moord op Emma Browne beide te maken hebben met een Kroatische drugsbende die sinds kort Gent onveilig maakt. Wanneer de vriend van Cleo in een drugsconflict betrokken raakt, vreest Helena dat het om dezelfde bende gaat. Gastacteurs: Tom Van Landuyt, Wouter Hendrickx, Nina Van Rompaey, Alii Sabedin, Wouter Van Lierde, Paul Carpentier                                                                                  |                                     |                                 |                                 |                |                  |  |
| 5 | Een activist van 59                 | Willem Wallyn                   | Rik Daniëls                     | onbekend       | 17 november 2015 |  |
| Tijdens een betoging tegen genetisch gemanipuleerde gewassen wordt een preiveld van de universiteit vernield. In het drugsonderzoek maakt Helena kennis met de sympathieke inspecteur Louis Stevens. Gastacteurs: Peter Thyssen, Ivan Pecnik, Wouter Hendrickx, Tom Van Landuyt, Rebecca Huys |                                     |                                 |                                 |                |                  |  |
| 6 | Een vondeling van enkele dagen      | Wouter van Haver                | Rik Daniëls                     | 687.608        | 24 november 2015 |  |
| Op de kerstmarkt van Gent wordt een baby van enkele dagen achtergelaten door een jong drugskoppel. Wanneer de drugsverslaafde moeder haar baby terug wil, probeert Helena dat te verhinderen. In het drugsonderzoek observeert de politie een aantal panden en Helena laat zich op sleeptouw nemen door inspecteur Stevens. Gastacteurs: Pieter-Jan De Wyngaert, Karin Jacobs, Sebastian Badarau, Annelore Crollet, Olivier Bracke                                                                        |                                     |                                 |                                 |                |                  |  |
| 7 | Een gedetineerde van 55             | Mathias Claeys                  | Rik Daniëls                     | 799.285        | 1 december 2015  |  |
| Paul Vandenbon, oud-voetballer en veroordeelde pedofiel, wordt dood aangetroffen in zijn isoleercel. Helena ontdekt dat hij in de gevangenis hardhandig aangepakt werd, en niet alleen door zijn medegevangenen. Parket en politie maken zich klaar om de Kroatische drugsbende de genadeslag toe te brengen. Gastacteurs: Dirk Tuypens, Annemie Tweepenninckx, Matthias Meersman, Jorre Vandenbussche, Luc Van Duyse, Tanya Zabarylo, Brecht Vermeersch, Eric Goris, Wouter Hendrickx, Sebastian Badarau |                                     |                                 |                                 |                |                  |  |
| 8 | Een cafébaas van 35                 | Wouter Van Haver                | Stef Desmyter, Günther Hoogstyn | 778.504        | 8 december 2015  |  |
| Een cafébaas wordt met geweld onder druk gezet om zijn café te verkopen. Nadat de Kroatische drugsbende getipt werd gaat Bracke in eigen rangen op zoek naar het lek. In de zaak Emma Browne wordt met man en macht gezocht naar de verdwenen Gust Martens. Gastacteurs: Floris Schillebeeckx, Kaat Hellings, Brit Van Hoof, Horst Mentzel, Wouter Hendrickx, Sebastian Badarau, Ivan Pecnik, Pieter-Jan De Wyngaert, Dayo Clinckspoor                                                                    |                                     |                                 |                                 |                |                  |  |
| 9 | Een tangoleraar van 32              | Vincent Vanneste, Willem Wallyn | Stef Desmyter                   | 705.569        | 15 december 2015 |  |
| Een tangoleraar wordt belaagd door een ex-leerlinge die hem beschuldigt van verkrachting. Samen met haar vriend start ze een haatcampagne via sociale media met desastreuze gevolgen. Bankier Decoster wordt verhoord in verband met de verdwijning van Gust Martens. Gastacteurs: Karel Tuytschaever, Anne Laure Vandeputte, Thomas Janssens, Pieter Bamps, Tom Van Landuyt, Sebastian Badarau, Ivan Pecnik, Machteld Timmermans, Brecht Vermeersch                                                      |                                     |                                 |                                 |                |                  |  |
| 10 | Een Scientology-lid van 37          | Dries Martin                    | Stef Desmyter                   | 868.131        | 22 december 2015 |  |
| Een vrouw beschuldigt haar ex-man van incest. Helena probeert te achterhalen of er echt iets aan de hand is dan wel of het een nieuw dieptepunt is in een vechtscheiding. Inspecteur Stevens staat op het punt om te infiltreren in de drugsbende. Gastacteurs: Lien De Graeve, Klara Vileyn, Karen Vanparys, David Cantens, Brit Van Hoof, Sebastian Badarau, Pieter-Jan De Wyngaert, Chris Van Asch, Brecht Vermeersch                                                                                  |                                     |                                 |                                 |                |                  |  |
| 11 | Een chemiestudente van 19           | Willem Wallyn                   | Rik Daniëls                     | 865.406        | 29 december 2015 |  |
| In een supermarkt steekt een studente schijnbaar zonder reden een aantal mensen neer. Een daarvan is Zohra, die nipt aan de dood ontsnapt. De verdediging, gesteund door het rapport van de gerechtspsychiater, pleit ontoerekeningsvatbaarheid. Gastacteurs: Line Pillet, Aline Nuyens, Jos Verbist, Mia Grijp, Brit Van Hoof, Horst Mentzel, Ivan Pecnik, Sebastian Badarau, Hilde Van Haesendonck, Brecht Vermeersch                                                                                   |                                     |                                 |                                 |                |                  |  |
| 12 | Een (ex-)flik van 29                | Wout Thielemans                 | Rik Daniëls                     | 852.984        | 5 januari 2016   |  |
| Inspecteur Stevens infiltreert steeds dieper in de drugsbende maar vindt eindelijk toch de nodige bewijzen om de bende achter de tralies te krijgen. Door een procedurefout dreigen zijn inspanningen echter een maat voor niets te worden. In de zaak Emma Browne zet de politie bankier Karel Decoster verder onder druk. Gastacteurs: Brit Van Hoof, Horst Mentzel, Tom Van Landuyt, Sebastian Badarau, Hilde Van Haesendonck, Paul Carpentier, Brecht Vermeersch                                      |                                     |                                 |                                 |                |                  |  |
| 13 | Een parketmagistrate van 30         | Willem Wallyn                   | Rik Daniëls                     | 939.970        | 12 januari 2016  |  |
| Helena staat voor haar eerste Assisenzaak. De bewijslast tegen de Arbanasbende is echter mager en bovendien moet ze het opnemen tegen de ervaren Assisenpleiter meester Jan Ravenakkers. Gastacteurs: Brit Van Hoof, Horst Mentzel, Tom Van Landuyt, Sebastian Badarau, Christel Domen, Tanya Zabarylo |                                     |                                 |                                 |                |                  |  |

### Seizoen 4
Seizoen 4 was een ingekort seizoen dat draait om 1 zaak: een moord op 6 mensen in een bordeel en 2 mensen die iets te maken hadden met de bordeelmoorden. Dit seizoen hadden de afleveringen geen naam maar dagen en datums om zo de evolutie van de zaak goed te laten overkomen. Dit seizoen was het slotstuk van de serie.
| Nr. | Titel           | Scenario   | Regie        | Kijkcijfers BE | Uitzenddatum BE   |  |
| --- | --------------- | ---------- | ------------ | -------------- | ----------------- |  |
| 1 | Zondag 22u37    | Rik D'Hiet | Eric Taelman | 638.491        | 8 september 2016  |  |
| Gastacteurs: Ivan Pecnik, Carry Goossens, Mathias Sercu, Ini Massez, Rashif El Kaoui, Lotte Heijtenis, Brecht Vermeersch |                 |            |              |                |                   |  |
| 2 | Maandag 11u24   |            |              | 612.258        | 15 september 2016 |  |
| Gastacteurs: Louis Talpe, Carry Goossens, Mathias Sercu, Ini Massez, Vincenzo De Jonghe, Lotte Heijtenis, Brecht Vermeersch, Tanya Zabarylo, Sid Van Oerle, Frederick Van Peer, Matthieu Sys, Vildan Maksuti, Ramize Maksuti                             |                 |            |              |                |                   |  |
| 3 | Dinsdag 06u07   |            |              | 677.431        | 22 september 2016 |  |
| Gastacteurs: Louis Talpe, Carry Goossens, Ini Massez, Ivan Pecnik, Pieter Piron, Brecht Vermeersch, Sid Van Oerle, Frederick Van Peer, Vildan Maksuti, Ramize Maksuti                                                                                    |                 |            |              |                |                   |  |
| 4 | Woensdag 00u53  |            |              | 642.892        | 29 september 2016 |  |
| Gastacteurs: Matthieu Sys, Kurt Vandendriessche, Ini Massez, Mathias Sercu, Ivan Pecnik, Pieter Piron, Brecht Vermeersch, Joren Seldeslachts, Chris Van Asch, Vildan Maksuti, Louis Talpe                                                                |                 |            |              |                |                   |  |
| 5 | Woensdag 21u17  |            |              | 700.415        | 6 oktober 2016    |  |
| Gastacteurs: Louis Talpe, Kurt Vandendriessche, Frederik Van Peer, Jos Verbist, Pieter Piron, Brecht Vermeersch, Joren Seldeslachts, Ramise Maksuti, Vildan Maksuti                                                                                      |                 |            |              |                |                   |  |
| 6 | Donderdag 21u42 |            |              | 657.634        | 13 oktober 2016   |  |
| Gastacteurs: Louis Talpe, Kurt Vandendriessche, Ivan Pecnik, Ini Massez, Lotte Heijtenis, Brecht Vermeersch, Matthieu Sys, Ramise Maksuti, Vildan Maksuti, Elisabeth Puglia, Ikram Aoulad, Chokri Ben Chikha                                             |                 |            |              |                |                   |  |
| 7 | Vrijdag 19u27   |            |              | 533.074        | 20 oktober 2016   |  |
| Gastacteurs: Kurt Vandendriessche, Ivan Pecnik, Ini Massez, Joren Seldeslachts, Brecht Vermeersch, Mathias Sercu, Cherif Zaouali, Kadi Abdelmalek, Isabel Leybaert                                                                                       |                 |            |              |                |                   |  |
| 8 | Zaterdag 09u11  |            |              | 644.567        | 27 oktober 2016   |  |
| Gastacteurs: Kurt Vandendriessche, Ivan Pecnik, Ini Massez, Joren Seldeslachts, Brecht Vermeersch, Elizabeth Puglia, Cherif Zaouali, Frederick Van Peer, Pieter Piron, Vildan Maksuti, Ramise Maksuti, Vincenzo De Jonghe, Isabel Leybaert, Matthieu Sys |                 |            |              |                |                   |  |